# NGC 390
NGC 390は、うお座の恒星である。1884年11月19日にギヨーム・ビゴルダンが発見した。

## 経緯
ニュージェネラルカタログでは、NGC 390は「とても暗く、とても小さく、恒星状の天体」と説明されている。ところが、ニュージェネラルカタログの赤道座標に、地球の歳差を補正した座標では、いくつかの恒星が点在するだけで、星雲や星団はみあたらない。一方で、ビゴルダンが元々観測した座標を同様に補正した位置は、丁度それらの恒星のうちの一つを指し、その恒星はニュージェネラルカタログの座標からも最も近く最も明るい恒星であるため、その恒星がNGC 390であることはほぼ間違いないとみられる。この恒星は、二重星であることから、ビゴルダンが星雲と間違えても不思議はないとみられ、また、ビゴルダンはいくつかの恒星を間違って星雲と報告しているが、そのほとんどが「恒星状の」と説明されていることから、やはりNGC 390は恒星と考えられる。しかし、近くにみえる銀河PGC 4021を、NGC 390と同定している例もある。